# ولی‌الله آذروش
ولی آذروش نماینده شریف اردبیل، نمین و نیر در دوره‌های ششم و هفتم مجلس شورای اسلامی و عضوهیئت رئیسه کمیسیون عمران مجلس بود.